# کارلوس تاکام
کارلوس تاکام (انگلیسی: Carlos Takam؛ زادهٔ ۶ دسامبر ۱۹۸۰) بوکسور اهل کامرون است. او در المپیک ۲۰۰۴ نماینده کامرون در سنگین‌وزن بود. او تابعیت فرانسوی هم دارد. 
تاکام در اکتبر 2017 مقابل آنتونی جاشوا قرار گرفت که در راند دهم با اعلام داور شکست خورد. با توجه به جراحت دو ابروی تاکام و ضربات پی در پی جاشوا تصمیم داور جهت جلوگیری از آسیب جدی تاکام گرفته شد. تاکام تنها 12 روز پیش از مسابقه بعنوان حریف جاشوا انتخاب شد چرا که کوبرات پولف بلغاری که حریف از پیش تعیین شده جاشوا بود بدلیل آسیب دیدگی از مسابقه انصراف داده بود.